# 重量级
重量级（英語：heavyweight）是搏击运动的体重级别之一。

## 拳击
根据主要职业拳击组织的规定，200磅（90公斤）以上被划为重量级，这也是职业拳击中最高的体重级别。
乔·路易斯保持着该级别连续卫冕的纪录，他曾25次成功卫冕拳王头衔。同时，这也是整个职业拳击历史上的最长卫冕纪录。

### 现任重量级世界拳王
| 组织 | 日期          | 拳王            | 战绩           | 卫冕次数 |
| ---- | ------------- | --------------- | -------------- | -------- |
| WBA  | 2021年9月25日 | 亞歷山大·烏希克 | 19-0 (13 KO)   | 0        |
| WBC  | 2020年2月22日 | 泰森·福里       | 32-0-1 (23 KO) | 2        |
| IBF  | 2021年9月25日 | 亞歷山大·烏希克 | 19-0 (13 KO)   | 0        |
| WBO  | 2021年9月25日 | 亞歷山大·烏希克 | 19-0 (13 KO)   | 0        |

## 踢拳
在踢拳运动中，重量级通常为196磅（88公斤）至220磅（100公斤）。而根据国际踢拳联合会规定，职业与业余踢拳的巡洋舰级划分标准为215.1磅至235磅（97.8公斤至106.8公斤）。

## 综合格斗
在综合格斗中，重量级的标准为205磅至265磅（93公斤至120公斤）。